# 交響曲第28番 (モーツァルト)
交響曲第28番 ハ長調 K. 200 (189k) は、ヴォルフガング・アマデウス・モーツァルトが作曲した交響曲。

## 概要
この作品は1774年の11月にザルツブルクで完成されたが、この作品の草稿の日付が消しつぶされており、判読が困難であるため1773年か1774年の11月17日か12日の日付の説がある。しかしケッヘル第6版は1774年を採用している。
イタリア旅行を終えてからウィーン旅行をはさんだ約1年半の期間に作曲された交響曲群の最後の作品で、1772年からこの時期までのいわゆる「交響曲の年」の締めくくりの曲となる。この3年間にザルツブルクで最初から交響曲として作った曲は約16曲を数えている。
なお、この作品にはかつてモーツァルト自身によるティンパニのパート譜が存在していたが、現在そのパート譜は行方不明になっている。しかし20世紀後半に筆写譜らしい楽譜が発見され、本来の形に近い演奏が可能になっている。

## 楽器編成
オーボエ2、ホルン2、トランペット2、弦楽器

## 構成
全4楽章構成。演奏時間は約24分である。
- 第1楽章 アレグロ・スピリトーソ
ハ長調、4分の3拍子、ソナタ形式。

ドイツの音楽学者ヘルマン・アーベルトはこの第1楽章と「交響曲第24番 変ロ長調 K. 182(173dA)」の第1楽章の類似性を指摘している。
- 第2楽章 アンダンテ
ヘ長調、4分の2拍子、ソナタ形式。
- 第3楽章 メヌエット (アレグレット) - トリオ
ハ長調 - ヘ長調、4分の3拍子。
- 第4楽章 プレスト
ハ長調、2分の2拍子、ソナタ形式。